# Ursula Thiess
Ursula Thiess, geb. Schmidt (* 15. Mai 1924 in Hamburg; † 19. Juni 2010 in Burbank, Kalifornien) war eine deutschamerikanische Schauspielerin.

## Leben
Ursula Schmidt wuchs in Hamburg auf. Als sie sich 1939 weigerte, dem Bund Deutscher Mädel beizutreten, wurde sie strafweise zu einem einjährigen Arbeitsdienst eingezogen. 
1942 heiratete sie den deutschen Filmproduzenten Georg Otto Thiess. Die Ehe, aus der die Tochter Manuela und der Sohn Michael hervorgingen, wurde 1947 geschieden. Nach der Scheidung arbeitete Ursula Thiess erfolgreich als Fotomodell und zog von Berlin nach München. 1949 erhielt sie in dem deutschen Spielfilm Nachtwache unter der Regie von Harald Braun ihre erste kleine Filmrolle neben Luise Ullrich, René Deltgen und Dieter Borsche.
Im Frühjahr 1951 ging sie auf Einladung von Howard Hughes mit ihren beiden Kindern nach Hollywood. Dort erhielt sie einen Vertrag beim Filmstudio RKO Pictures. Medienwirksam als „schönste Frau der Welt“ präsentiert, zierte Thiess 1951 unter anderem das Titelbild einer Ausgabe des US-amerikanischen Magazins Life. Sie spielte in einigen Filmen mit, ohne jedoch die erhoffte Karriere zu machen. In ihrem ersten Hollywoodfilm, dem Abenteuerfilm Monsun (1952), war George Nader ihr Filmpartner. In weiteren Filmen spielte sie unter anderem an der Seite von Hollywoodstars wie Glenn Ford in Americano (1955) und Rock Hudson in Gewehre für Bengali (1954), sowie mit Robert Mitchum in Bandido (1956).
1954 heiratete sie den Schauspieler Robert Taylor. Mit der Geburt der beiden Kinder, 1955 und 1959, widmete sich Ursula Thiess ganz dem Familienleben auf einer Ranch im San Fernando Valley. Als Schauspielerin trat sie nur noch sporadisch in Erscheinung. An der Seite ihres Ehemannes war sie in zwei Folgen der Fernsehserie Kein Fall für FBI zu sehen, in der Robert Taylor die Hauptrolle spielte. 1963 stand sie für eine Episode der Krimireihe 77 Sunset Strip vor der Kamera. Im Frühjahr 1969 wurde ein Tumor in der Lunge ihres Mannes gefunden. Im Mai wollte Thiess ihrem drogensüchtigen Sohn Michael Medikamente bringen und fand ihn tot auf, Robert Taylor starb kurz danach im Juni.
In den 1970er Jahren heiratete sie ein drittes Mal, die Ehe hielt bis zum Tod ihres Mannes im Jahr 1986. 2003 erschien ihre Autobiographie mit dem Titel „… but I have promises to keep.“ My Life Before, With, and After Robert Taylor. Thiess starb im Juni 2010 im Alter von 86 Jahren eines natürlichen Todes in einer Pflegeeinrichtung für Betreutes Wohnen im kalifornischen Burbank, in dem sie ihre letzten Lebensjahre verbracht hatte.

## Filmografie (Auswahl)
- 1949: Nachtwache
- 1952: Monsun (Monsoon)
- 1954: Gewehre für Bengali (Bengal Brigade)
- 1955: Americano (The Americano)
- 1956: Granaten-Joe (Bandido)
- 1960–1961: Kein Fall für FBI (The Detectives Starring Robert Taylor, Fernsehserie, 15 Folgen)
- 1963: 77 Sunset Strip (Fernsehserie, 1 Folge)
- 1972: Left Hand of Gemini